# Schizocœlie
Par opposition à l'entérocœlie, la schizocœlie caractérise la formation du cœlome à partir d'une fente du mésoderme. Ce type de formation embryonnaire est caractéristique des trochozoaires. 
- La schizocœlie un type de formation du cœlome caractéristique des métazoaires tridermiques cœlomates protostomiens (en opposition à deutérostomiens pour qui le cœlome se forme selon une entérocœlie, une évagination de la paroi de l'archentéron qui est l'intestin primitif présent chez les embryons).